# Montes Harbinger

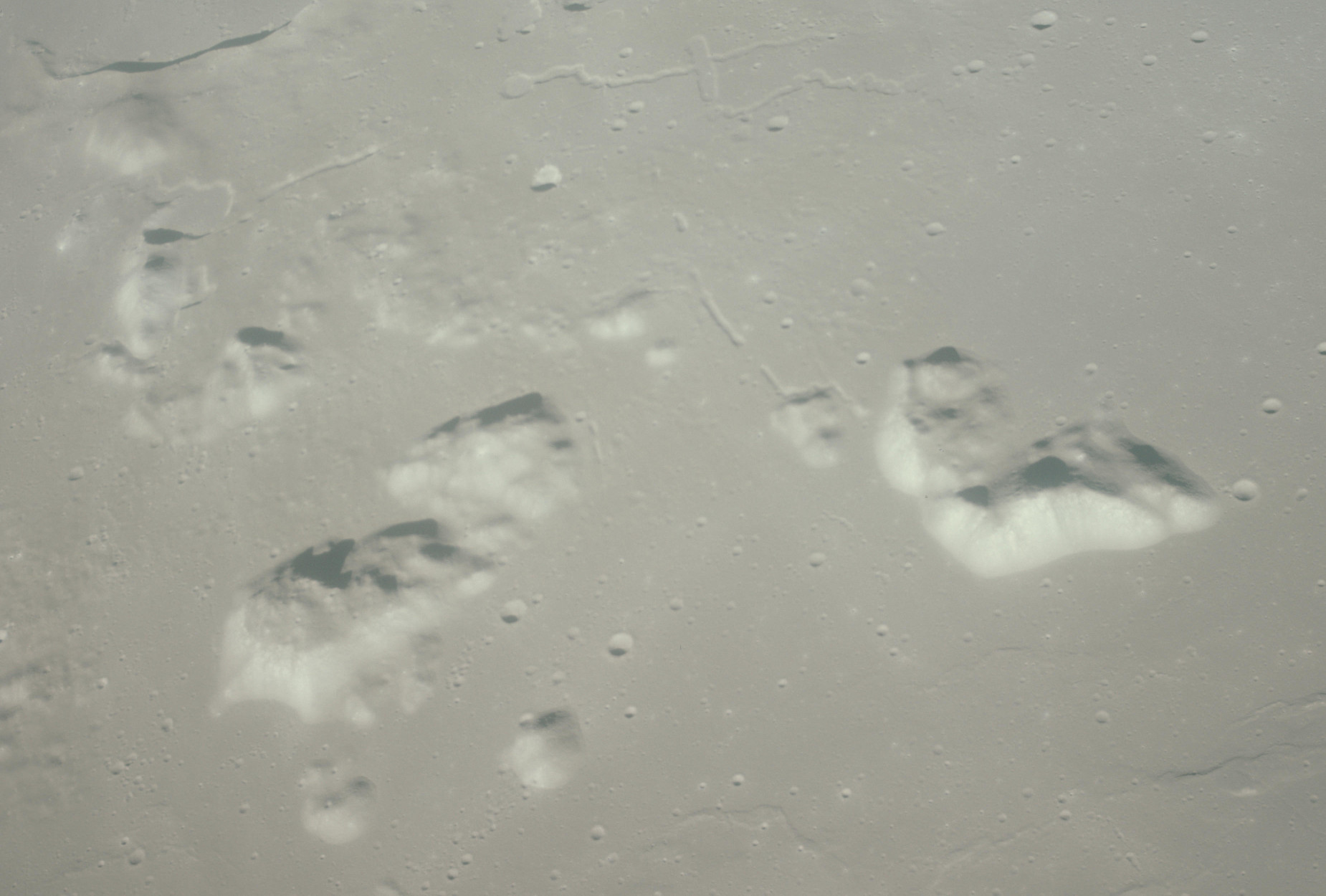
Vista oblicua mirando al oeste, también desde el Apolo 15 (el norte hacia la derecha)

Los Montes Harbinger son un grupo aislado de montañas lunares, situadas en el borde occidental de la cuenca del Mare Imbrium. El grupo de montañas consiste en una serie de cuatro riscos principales aislados cada uno formando una pequeña elevación rodeada por el mar lunar, entre los que se sitúan varias colinas más pequeñas.

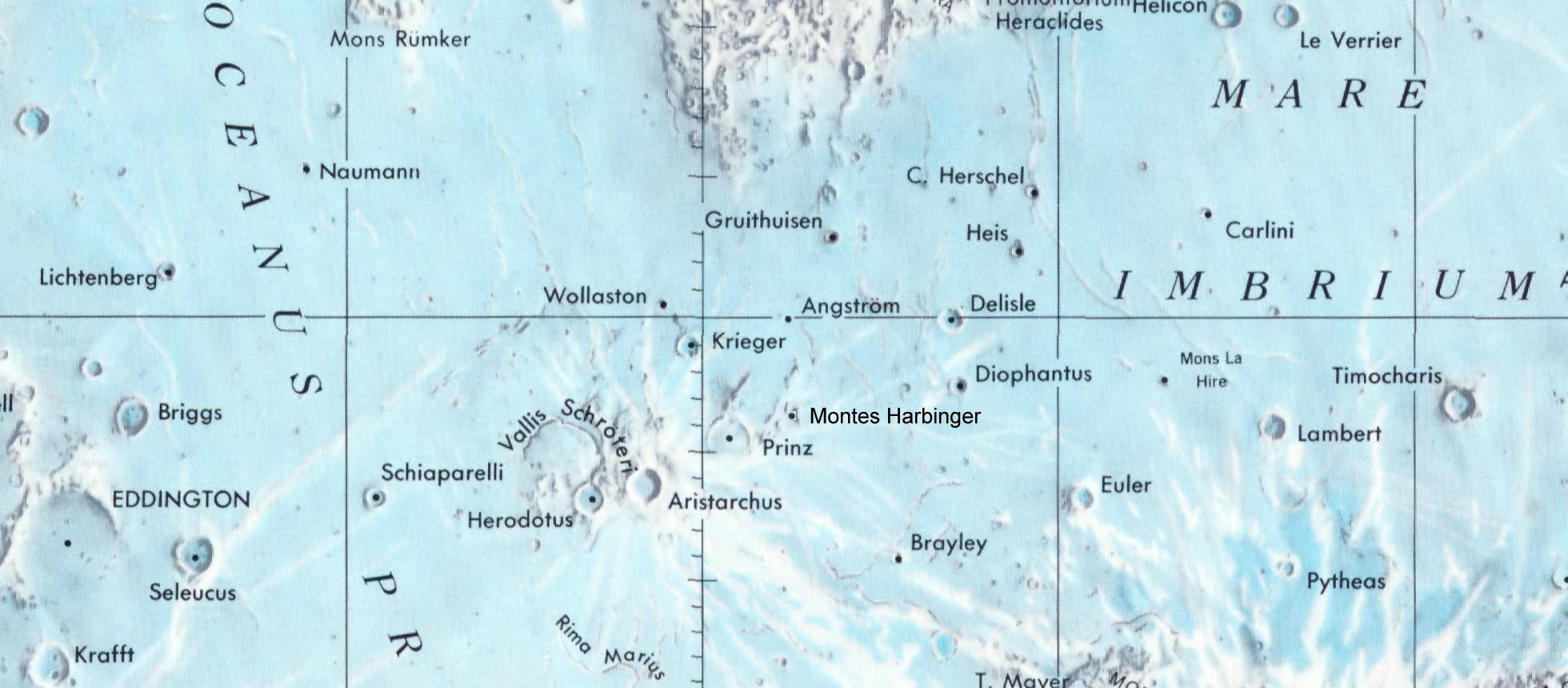
Montes Harbinger en la Luna (centro de la imagen) (Lunar Chart LPC1. Segunda Edición)

El sistema montañoso se centra en las coordenadas selenográficas 27.0° Norte y 41.0° Oeste, dentro de un diámetro de 90 km. El cráter inundado de lava Prinz está ubicado al suroeste, y al este de las montañas se sitúa el Dorsa Argand, una cresta.

## Denominación
La formación recibe este nombre porque los picos sirven como heraldos (significado de la palabra harbinger en inglés), anunciando el amanecer en el cráter Aristarchus ubicado al suroeste.